# Maria Portela
Pour les articles homonymes, voir Portela.
Maria Portela (née le 14 janvier 1988 à Júlio de Castilhos) est une judokate brésilienne combattant dans la catégorie des moins de 70 kg. Elle est détentrice de sept médailles continentales, cinq dont un titre lors des championnats panaméricains et deux aux Jeux panaméricains.

## Palmarès

### Compétitions internationales
| Année | Compétition                | Lieu         | Résultat | Catégorie      |
| ----- | -------------------------- | ------------ | -------- | -------------- |
| 2009  | Championnats panaméricains | Buenos Aires | 2e       | moins de 70 kg |
| 2011  | Championnats panaméricains | Guadalajara  | 2e       | moins de 70 kg |
| 2011  | Jeux panaméricains         | Guadalajara  | 3e       | moins de 70 kg |
| 2012  | Championnats panaméricains | Montréal     | 1re      | moins de 70 kg |
| 2015  | Championnats panaméricains | Edmonton     | 3e       | moins de 70 kg |
| 2015  | Jeux panaméricains         | Toronto      | 3e       | moins de 70 kg |
| 2019  | Championnats panaméricains | Lima         | 2e       | moins de 70 kg |
| 2020  | Championnats panaméricains | Guadalajara  | 1re      | moins de 70 kg |

Dans les compétitions par équipes :
| Année | Compétition                   | Lieu           | Résultat |
| ----- | ----------------------------- | -------------- | -------- |
| 2013  | Championnats du monde         | Rio de Janeiro | 2e       |
| 2017  | Championnats du monde (Mixte) | Budapest       | 2e       |
| 2019  | Championnats du monde (Mixte) | Tokyo          | 3e       |

### Tournois Grand Chelem et Grand Prix
| Année | Compétition                    | Lieu              | Résultat | Catégorie      |
| ----- | ------------------------------ | ----------------- | -------- | -------------- |
| 2011  | Grand Slam Rio de Janeiro      | Rio de Janeiro    | 3e       | moins de 70 kg |
| 2012  | Grand Prix Düsseldorf          | Düsseldorf        | 2e       | moins de 70 kg |
| 2012  | Tournoi Grand Chelem de Moscou | Moscou            | 1re      | moins de 70 kg |
| 2012  | Grand Prix Abu Dhabi           | Abu Dhabi         | 1re      | moins de 70 kg |
| 2012  | Grand Prix Qingdao             | Qingdao           | 2e       | moins de 70 kg |
| 2014  | Grand Prix Oulan-Bator         | Oulan-Bator       | 3e       | moins de 70 kg |
| 2014  | Grand Prix Zagreb              | Zagreb            | 3e       | moins de 70 kg |
| 2014  | Grand Prix Tashkent            | Tashkent          | 3e       | moins de 70 kg |
| 2015  | Grand Slam Tokyo               | Tokyo             | 3e       | moins de 70 kg |
| 2016  | Grand Prix La Havane           | La Havane         | 3e       | moins de 70 kg |
| 2016  | Grand Slam de Bakou            | Bakou             | 2e       | moins de 70 kg |
| 2016  | Grand Slam Abu Dhabi           | Abu Dhabi         | 2e       | moins de 70 kg |
| 2017  | Masters mondial                | Saint-Petersbourg | 3e       | moins de 70 kg |
| 2017  | Grand Prix Tbilisi             | Tbilisi           | 1re      | moins de 70 kg |
| 2017  | Grand Slam Abu Dhabi           | Abu Dhabi         | 3e       | moins de 70 kg |
| 2018  | Grand Slam Ekaterinbourg       | Ekaterinbourg     | 1re      | moins de 70 kg |
| 2019  | Grand Slam Ekaterinbourg       | Ekaterinbourg     | 2e       | moins de 70 kg |
| 2019  | Grand Prix Antalya             | Antalya           | 2e       | moins de 70 kg |
| 2019  | Grand Slam Brasilia            | Brasilia          | 3e       | moins de 70 kg |